# 拉维斯卡尼纳
拉维斯卡尼纳（義大利語：Raviscanina），是意大利卡塞塔省的一个市镇。总面积24平方公里，人口1384人，人口密度57.7人/平方公里（2009年）。ISTAT代码为061066。